# Целеевский сельский округ
Целеевский сельский округ — упразднённая административно-территориальная единица, существовавшая на территории Дмитровского района Московской области в 1994—2006 годах.
Парамоновский сельсовет был образован в первые годы советской власти. По данным 1918 года он входил в состав Деденевской волости Дмитровского уезда Московской губернии.
В 1927 год из Парамоновского с/с был выделен Григорковский с/с.
В 1926 году Парамоновский с/с включал село Дьяково, деревни Боброво, Гаврилково, Горки-Ольгово, Григорково, Марфино Малое, Марфино Большое, Муханки, Парамоново, Стреково и Шиболово, совхоз Григорьево, хутор Колшино и Дьяковскую лесную сторожку.
В 1929 году Парамоновский с/с был отнесён к Дмитровскому району Московского округа Московской области. При этом к нему был присоединён Григорковский с/с.
27 февраля 1935 года Парамоновский с/с был передан в Коммунистический район.
4 января 1939 года Парамоновский с/с был возвращён в Дмитровский район.
27 августа 1958 года в состав Парамоновского с/с были переданы селения Варварино, Данилиха, Медведки, Муханки, Новлянки, Целеево и Шукалово, находившиеся до этого в административном подчинении дачного посёлка Деденево. При этом центр Парамоновского с/с был перенесён в селение Целеево, а сам сельсовет переименован в Целеевский сельсовет.
1 февраля 1963 года Дмитровский район был упразднён и Целеевский с/с вошёл в Дмитровский сельский район. 11 января 1965 года Целеевский с/с был возвращён в восстановленный Дмитровский район.
11 сентября 1967 года селение Медведки было передано из Целеевского с/с в подчинение д.п. Деденево.
30 мая 1978 года в Целеевском с/с было упразднено селение Марфино.
30 октября 1986 года в Целеевском с/с была упразднена деревня Шиболово.
3 февраля 1994 года Целеевский с/с был преобразован в Целеевский сельский округ.
В ходе муниципальной реформы 2004—2005 годов Целеевский сельский округ прекратил своё существование как муниципальная единица. При этом все его населённые пункты были разделены между городским поселением Деденево и городским поселением Дмитров.
29 ноября 2006 года Целеевский сельский округ исключён из учётных данных административно-территориальных и территориальных единиц Московской области.